# Wijittra Jaion
Wijittra Jaion (en tailandés: วิจิตรา ใจอ่อน; 5 de agosto de 1989) es una deportista tailandesa que compite en tenis de mesa adaptado. Ganó una medalla de plata en los Juegos Paralímpicos de París 2024, en la prueba de dobles mixto (clase XD7).

## Palmarés internacional
| Juegos Paralímpicos | Juegos Paralímpicos | Juegos Paralímpicos | Juegos Paralímpicos |
| Año                 | Lugar               | Medalla             | Prueba              |
| ------------------- | ------------------- | ------------------- | ------------------- |
| 2024                | París (Francia)     | Medalla de plata    | Dobles XD7 mixto    |